# جو بلیک
جو بلیک (انگلیسی: Joe Blake; October qtr. 1882 – ۲۳ فوریهٔ ۱۹۳۱) بازیکن فوتبال اهل بریتانیا بود.
از باشگاه‌هایی که در آن بازی کرده‌است می‌توان به باشگاه فوتبال کاوز اسپورتز، باشگاه فوتبال ساوت‌همپتون، و باشگاه فوتبال تاتنهام هاتسپر اشاره کرد.